# Paul Vorgang

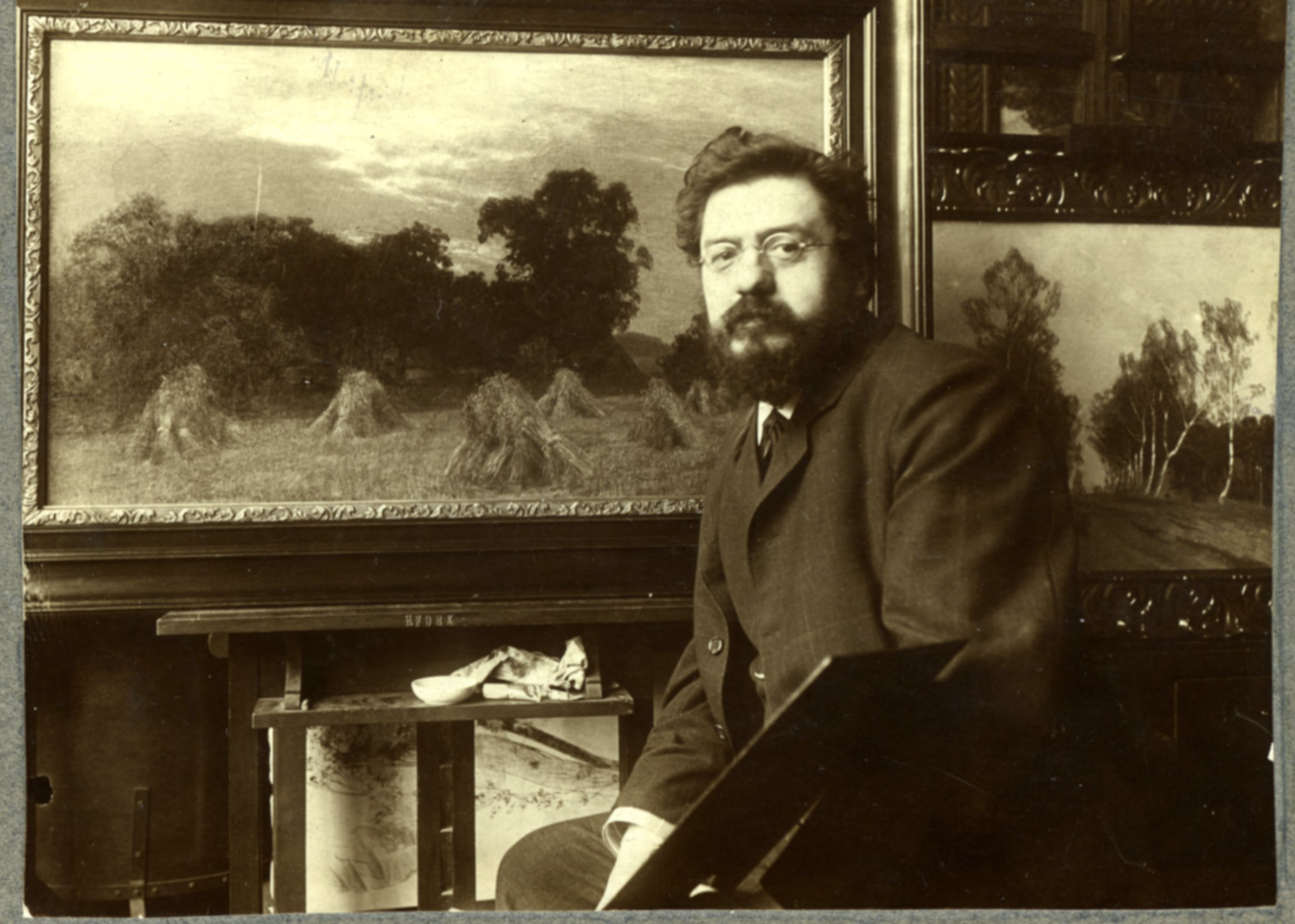
Paul Vorgang in seinem Atelier

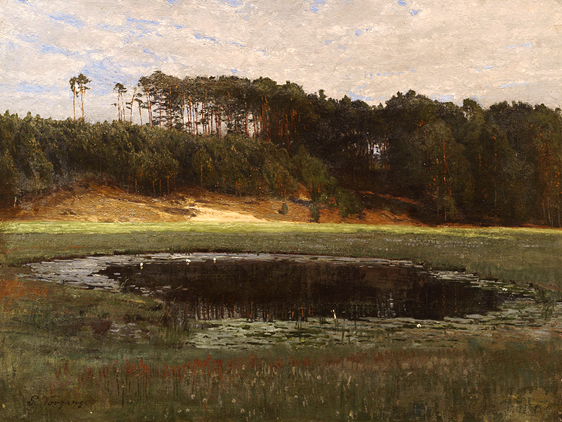
Märkischer Weiher mit Seerosen von Paul Vorgang (um 1900)

Paul Vorgang (* 25. Dezember 1860 in Berlin; † 19. November 1927 ebenda) war ein deutscher Landschaftsmaler.
Seine künstlerische Ausbildung erhielt Paul Vorgang an der Berliner Akademie bei Eugen Bracht. 1886 wurde er Hilfslehrer und zehn Jahre später Professor an der Akademie im Atelier für Landschaftsmalerei. Ab 1893 beteiligte sich Vorgang an den Großen Berliner Kunstausstellungen. 1924 hörte er auf zu malen und starb drei Jahre später.
Seine Motive fand er vor allem in der kargen märkischen Landschaft um Berlin. Seine Arbeiten befinden sich unter anderem in der Berliner Nationalgalerie und im St. Louis City Museum.